# Тарас Шевченко (фільм, 1951)
«Тарас Шевченко» (рос. Тарас Шевченко) — радянський історико-біографічний фільм 1951 року режисера Ігоря Савченка про життя великого українського поета і художника Тараса Григоровича Шевченка.
Допрем'єрний показ у Києві відбувся 15 грудня 1951 року. У всеукраїнський прокат в УРСР фільм вийшов до 90-річчя смерті Шевченка 17 грудня 1951 року у двох версіях: у версії з російськомовним оригіналом та у версії з україномовним дубляжем.

## Сюжет
1841 рік. Молодий студент Тарас Шевченко закінчує своє навчання в Петербурзькій художній академії. Серце художника переповнене пристрасним бажанням служити своїй землі. Він повертається додому, де його чекає гучна слава першого національного поета.
Після знайомства в Києві з професором Костомаровим Шевченко стає членом таємного політичного товариства Кирила і Мефодія. Через деякий час поліція виходить на слід змовників. Доля кожного з арештованих була сумною, але більше за всіх постраждав Шевченко — його віддають у солдати, із суворою забороною на будь-яку творчу діяльність.
Довгі роки він служить в Орській фортеці, в атмосфері щоденної муштри і знущань. Неяскрава природа степу і розмови з новими друзями прикрасили його побут підневільного солдата.
Долею поета опікуються друзі, які залишились на волі, але тільки за нового царя, через десятиріччя, відбулося бажане звільнення.

## У ролях
- Сергій Бондарчук — Тарас Григорович Шевченко
- Володимир Честноков — Микола Гаврилович Чернишевський
- Микола Тимофеєев — Микола Олександрович Добролюбов
- Гнат Юра — Михайло Семенович Щепкін, російський актор
- Іван Переверзєв — Сигізмунд Сераковський, поляк, офіцер, товариш Шевченка на армійській службі
- Євген Самойлов — Микола Олександрович Спешнєв
- Лаврентій Масоха — професор Микола Іванович Костомаров, засновник Кирило-Мефодієвського товариства
- Павло Шпрингфельд — Пантелеймон Олександрович Куліш
- Олексій Консовський — Курочкін, редактор журналу «Іскра»
- Григорій Шпигель — Карл Павлович Брюллов, російський художник, учитель Шевченка
- Михайло Названов — Микола I, російський імператор
- Марк Бернес — капітан Косарєв
- Дмитро Мілютенко — майор Усков
- Маріанна Стриженова — Агаф'я Андріївна Ускова, дружина Ускова
- Михайло Кузнецов — солдат Скобелєв
- Наталія Ужвій — Ярина Шевченко, сестра Тараса Григоровича
- Михайло Трояновський — шеф жандармів
- Олександр Хвиля — пан Барабаш
- Гарен Жуковська — пані Барабаш
- Михайло Висоцький — Євдоким Аполонович Лукашевич
- Генадій Юдін — провокатор Олексій Петров
- Леонід Кміт — штабс-капітан Обрядін
- Олександр Баранов — Потапов
- Костянтин Сорокін — рудий єфрейтор
- Володимир Сошальський — прапорщик Микола Момбеллі, друг Шевченка
- Латіф Файзієв — киргиз
- Станіслав Чекан — візник
- Степан Шкурат — бандурист-кріпак
- Дмитро Капка — священик
- В'ячеслав Тихонов — епізод (представник петербурзької молоді)
- Марина Ладиніна — графиня Потоцька
- Микола Гринько — кріпак-бунтар
- Анатолій Чемодуров — студент
- Олег Голубицький — студент
- Іван Савкін — епізод (представник петербурзької молоді)
- Всеволод Санаєв — епізод
- Володимир Трошин — кріпак-бунтар
- Ганна Кушніренко — епізод
- Федір Гладков — епізод
- Юрій Критенко — епізод

## Творча команда

Україномовний постер № 2; невідомий художник

- Автор сценарію і режисер-постановник: Ігор Савченко
- Оператори-постановники: Аркадій Кольцатий, Данило Демуцький, Іван Шеккер
- Композитор: Борис Лятошинський
- Режисери: Василь Лапокниш, Ісаак Шмарук
- Звукооператор: Олександр Бабій
- Диригент: Натан Рахлін
- Художники-декоратори: Леван Шенгелія, Борис Немечек
- Художник по костюмам: Іунія Майер
- Художник-гример: С. Чевичелов
- Реквізит: М. Солоха
- Комбіновані зйоки: Валентин Корольов
- Асистенти режисера:
  - Олександр Алов
  - Володимир Наумов
  - Григорій Мелік-Авакян
  - Латіф Файзієв
  - Сергій Параджанов
- Директор: Леонід Корецький

## Виробництво
Режисер раптово помер у грудні 1950 року, так і не закінчивши стрічки. Незавершену режисерську версію показали Сталіну, який висловив дванадцять зауважень до фільму. Ніхто не ризикнув сказати Сталіну, що режисер помер, тому кінематографічні авторитети М. Ромм та І. Пир'єв запропонували завершити картину учням та асистентам Савченка, Олександрові Алову і Володимиру Наумову. Їм довелося врахувати всі зауваження Сталіна, характер яких гарно ілюструє такий приклад: вождь вимагав зрівняти за віком Чернишевського, зображеного юнаком, і вже старого Тараса. «Не женіться за маленькою правдою, — мотивував своє рішення Сталін. — Потрібна велика історична правда».
За деякими даними, менш заідеологізована оригінальна незавершена режисерська версія фільму збереглася й зараз знаходиться в російському Держфільмофонді.

## Нагороди
- 1952 — Сталінська премія I-го ступеня. Лауреат премії: Сергій Бондарчук, виконавець головної ролі
- 1952 — Особливий почесний диплом за режисуру Ігорю Савченку і премія за акторську роботу Сергію Бондарчуку на VII Міжнародному кінофестивалі в Карлових Варах

## Відгуки кінокритиків
Фільм отримав змішані відгуки від кінокритиків.

## Український дубляж
У червні 2013 року до 200-річного ювілею з дня народження Тараса Шевченка, тодішня голова Держкіно Катерина Копилова пообіцяла організувати оцифрування ряду класичних кінострічок про Шевченко, включно з фільмом «Тарас Шевченко» 1951 року. Процес реставрації працівниками Довженко-центру складався з реставрування плівки, її сканування, оцифровування скану, усунення пошкоджень у цифровій версії і перенесення фільму знову на плівку для зберігання в архіві й тримані в проміжку цифрові версії було записано на DVD. У березні 2014 року Довженко-центр таки випустив збірку 5-дискову DVD-збірку «Шевченко-200» накладом дві тисячі екземплярів, куди також увійшла відреставрована україномовна версія фільму «Тарас Шевченко» 1951 року Ігоря Савченка, однак у продаж ця серія не потрапила і поширювалася лише на приватних презентаціях. Невідомо, чи оцифрована версія 2014 року є україномовною чи російськомовною версією.
Повноцінний відреставрована версія з україномовним дубляжем фільму, створеного на студії Довженка станом на 2020 рік ще не знайдена, хоча у «списках» головного фільмофонду України «Довженко-центру» вказується, що у них начебто зберігається україномовна версія фільму, та на комерційному ринку домашнього відео (DVD/Blu Ray диски, VOD-платформи) доступні лише російськомовні копії фільму.
Існує невідреставрована версія з україномовним дубляжем фільму, створена на студії Довженка з трансляції UA:Перший.